# كايشاكونين
كايشاكونين (باليابانية: 介錯人
) هو شخص تم تعيينه لقطع رأس شخص قام بأداء طقوس السيبوكو ، طقوس الانتحار اليابانية، لتخليصه من العذاب. الدور الذي يلعبه كايشاكونين يسمى كايشاكو .

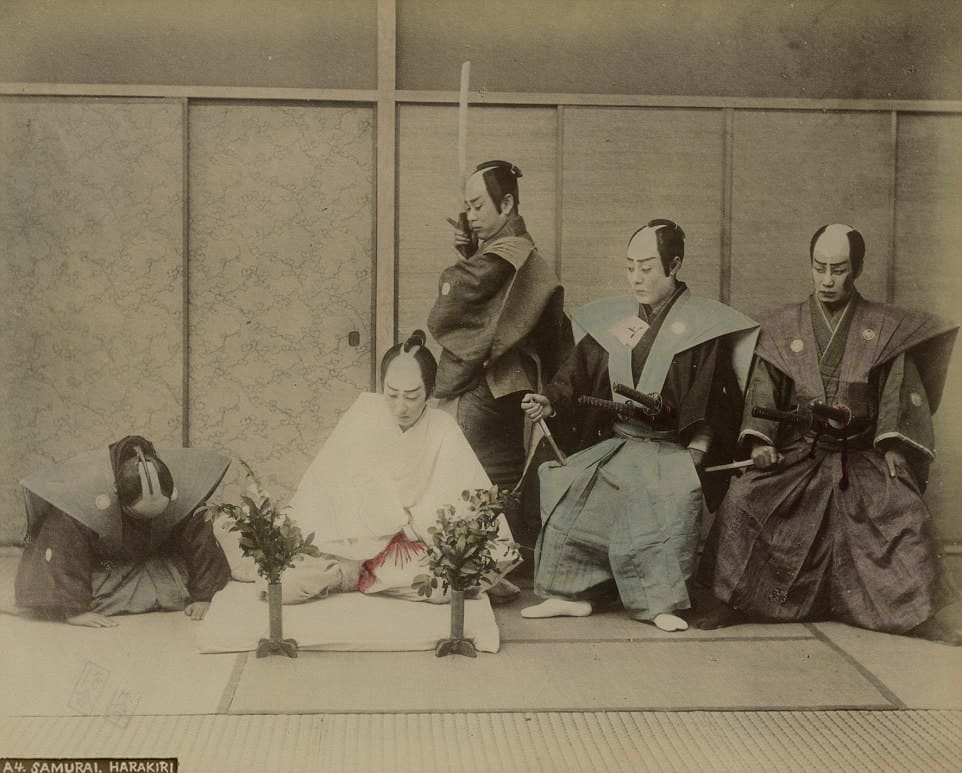
صورة مسرحية من أواخر فترة إيدو لحفل سيبوكو. يقف الكاشيكونين في الخلف وسيفه مرفوعًا ومستعدًا لقطع رأس الشخص الذي يؤدي السيبوكو

يُؤخى مفنذ السيبوكو والشهود على حدٍ سواء من عذاب الاحتضار المرير، فضلاً عن تجنبهم مشهد سكرات الموت المتلوية التي ستُلحق به.
أحدث كايشاكونين في القرن العشرين كان هيروياسو كوجا ، الذي قطع رأس الروائي يوكيو ميشيما, والناشط السياسي ماساكاتسو موريتا أثناء أداء السيبوكو.

## الطقوس
لا تزال طقوس أداء الكيشاكو محفوظة في حركات العصر الحديث ( كاتا ) للفنون القتالية إيايدو ، وتختلف قليلاً بين مدارس المبارزة اليابانية، ولكن جميعها مرتبطة بالخطوات التالية التي يجب أن يؤديها كايشاكونين :
1. أولاً، يجلس الكايشاكونين في الوضع المستقيم ( سيزا )، أو يظل واقفًا، على الجانب الأيسر من الشخص الذي على وشك تنفيذ السيبوكو، على مسافة ملائمة بحيث يمكن الوصول إليه بسيفه ( كاتانا ) في الوقت المناسب. .
2. في حالة الجلوس، سيقف الكاشيكونين ببطء، على ركبتيه، ثم يخطو بالقدم اليمنى بينما يسحب الكاتانا ببطء شديد وبصمت ويقف بنفس الطريقة (مع الأخذ في الاعتبار أن الهدف ( تيكي ) ليس عدوًا، بل زميل الساموراي). إذا كان الكاشيكونين واقفًا، فسوف يسحب سيفه ببطء وبصمت أيضًا. في كلتا الحالتين، بعد أن يخرج السيف من الغمد ( سايا )، سيرفعه بيده اليمنى وينتظر حتى يبدأ السيبوكو. بعض أساليب Iaidō الكلاسيكية ( ko-ryū ) ، مثل مدرسة Musō Jikiden Eishin-ryū ، تحدد "وضعية الانتظار" هذه حيث أخذ الكاشيكونين خطوة واحدة إلى الوراء بقدمه اليمنى، وكاتانا خلف رأسه موازيًا للأرض ممسوكًا باليمين. اليد اليسرى تمسك الغمد في الوضع المناسب ( سايابيكي )؛ أنماط أخرى، مثل Musō Shinden-ryū ، تثبت أن الكاتانا يجب أن تُمسك عموديًا، بالتوازي مع الجسم، وتمسك باليد اليمنى، واليد اليسرى تستريح على جانب الكايشاكونين ، والقدمين معًا. على أية حال، سيظل الكاشيكونين دائمًا على اتصال بصري مع الساموراي الذي يؤدي دور السيبوكو، وينتظر قطعه ( كيري ) من خلال بطنه ( هارا ).
3. عندما يؤدي الساموراي بالفعل السيبوكو، وبعد أن يعيد الخنجر ( تانتو ) إلى مكانه، يتقدم الكاشيكونين للأمام، مما يسمح للكاتانا بالضربة المباشرة على عنق الساموراي المحتضر. قبيل الضربة، يمسك الكاشيكونين المقبض ( تسوكا ) بكلتا يديه، مما يعطي دقة ' كاتانا وقوة للقطع ( كيريتسوكي ). ويجب إقتصار القطع إلى نصف رقبة الساموراي فقط؛ لكي يترك الجلد المطلوب لتثبيت الرأس متصلًا بجسم الساموراي، بحركة قطع/سحب واحدة للكاتانا . تسمى حركة القطع والقطع والسحب الكاملة داكي كوبي .

بعد سقوط الساموراي الميت، يقوم الكاشيكونين ، بنفس الأسلوب البطيء والصامت المستخدم عند نزع الكاتانا من غمده، بنفض الدم عن النصل (حركة تسمى تشيبوري ) وإعادة الكاتانا إلى الغمد (حركة تسمى نوتو )، أثناء الركوع نحو جثة زميل الساموراي. عند الانتهاء من ذلك، يبقى الكاشيكونين راكعًا لفترة من الوقت، كدليل على الاحترام العميق للساموراي الذي سقط والذي أدى طقوس السيبوكو، في حالة من "الوعي التام" ( زانشين ) قبل الوقوف والانحناء ( ري ) إلى جسده.

## دور السياف
في بعض طقوس السيبوكو، لا يحدث نزع الأحشاء. إذ يقوم الشخص المنفذ فقط بتحريك التانتو ، أو في بعض الأحيان، عصا خشبية أو مروحة، عبر بطنه، يليه قطع الرأس بواسطة الكايشاكونين . في هذا الاختلاف، يصبح الكاشيكونين في الواقع هو السياف، ويصبح السيبوكوفعليًا مجرد قطع الرأس.
في طقوس السيبوكوالأخرى، قد يتم قطع الرقبة عندما يصل الشخص المدان ببساطة إلى خنجر التانتو . بحيث أن إلتقاطه يعطي شرفًا لمنفذ السيبوكو، لأنه كان يُظهر النية من خلال القيام بذلك، ويمكن تبرير ضربة السيف "المبكرة" على أنها خطأ بسيط في التوقيت من قبل الكايشاكونين المتحمس. لكن في الحقيقة، كان هذا الأمر متفقًا عليه مسبقًا لتجنيب المحكوم عليه الألم الناتج عن محاولته لتقطيع أحشائه.

## أنظر أيضا
- رصاصة الرحمة